# 司馬均
司馬均（?—?），字少宾，东莱郡（治今山东省莱州市）人。东汉侍中。
贾逵举荐东莱司马均、陈国汝郁，汉和帝即征召他们，给予优厚的待遇。司馬均安贫好学，隐居教书，不应辟命。他的信誉忠诚整个青州刺史部知名，乡里人有所争执，都以司馬少宾的名义发誓，理屈的人于是不敢说话终。司馬均官至侍中，以老病请求退休，汉和帝赐给他大夫的俸禄，回归乡里。汝郁字叔异，性仁孝，父母死后，于是隐居山泽。后官至鲁相，以德教化，被百姓称道，流亡的百姓回家的八九千户。